# 高師有
高 師有（こう の もろあり、生誕不明 - 貞治3年/正平19年（1364年）2月）は、南北朝時代の武将。足利氏の執事を務めた高氏の一族。高師秋の子で、母は上杉重能の妹、兄弟に師業がいる。子に高師英。官途は陸奥守。

## 生涯
観応の擾乱では父の師秋とともに足利直義方の武将として行動しており、ほかの高一族とは袂を分かっている。文和元年/正平7年（1352年）に直義が鎌倉において滅ぼされた後は、鎌倉府の足利基氏に仕えた。
貞治元年/正平17年（1362年）、関東執事（後の関東管領）として重きをなしていた畠山国清が基氏と対立して失脚する（畠山国清の乱）と、後任の関東執事として師有が指名された。
しかし、貞治2年/正平18年（1363年）2月に出された奉書を最後に発給文書がみられなくなり、翌3月には越後にいた上杉憲顕に執事復帰要請がなされている。当時の関東執事は2名任じられた事例もあり、憲顕の関東執事就任に伴って師有が関東管領を辞したとは限らないが、『鎌倉大日記』での記載によれば、翌貞治3年2月に死去。これを裏付ける史料として、『師守記』同年5月23日条には、前弾正少弼武田信明を「従五位上高師有卒後」（「卒」は卒去＝死去の意）に欠員となっていた陸奥守に任ずる旨の5月12日付宣旨が掲載されている。
なお、師有以降、上杉氏以外の関東管領（執事）は任命されておらず、上杉氏以外出身の最後の関東管領（執事）となった。